# Ivan Slezjuk
Ivan Slezjuk (Žyvačiv, 14 gennaio 1896 – Stanislaviv, 2 dicembre 1973) è stato un vescovo cattolico ucraino.  Esercitò il suo ministero in clandestinità sotto il regime sovietico e fu più volte imprigionato; è stato dichiarato martire e proclamato beato da papa Giovanni Paolo II nel 2001

## Biografia
Ivan Slezjuk nacque a Žyvačiv il 14 gennaio 1896.

### Formazione e ministero sacerdotale
Compì gli studi teologici per il sacerdozio nel seminario di Stanislaviv.
Nel 1923 fu ordinato presbitero per l'eparchia di Stanislaviv da monsignor Hryhoryj Chomyšyn. Dal 1923 al 1935 lavorò come catechista al liceo e al seminario di Stanislaviv.

### Ministero episcopale
Nell'aprile del 1945 l'eparca Hryhoryj Chomyšyn lo ordinò in segreto suo vescovo coadiutore con diritto di successione, come precauzione nel caso in cui dovesse essere arrestato. Tuttavia, poco dopo, il 2 giugno 1945, monsignor Slezjuk fu arrestato e deportato per dieci anni nel campo di lavoro di Vorkuta. Nel 1950 fu trasferito nei campi di lavoro della Mordovia. Il 15 novembre 1954 fu liberato e tornò a Stanislaviv. Nel 1962 fu arrestato per la seconda volta per aver svolto attività religiose anti-statali e imprigionato per cinque anni in un campo a regime più duro. Il 30 novembre 1968 fu scarcerato. In seguito il KGB lo interrogò regolarmente. L'ultima visita avvenne due settimane prima della sua morte. Riuscì comunque a esercitare un fecondo ministero tra i fedeli di rito bizantino. Ordinò sacerdoti e un vescovo, monsignor Sofron Dmyterko.
Morì a Ivano-Frankivs'k il 2 dicembre 1973 all'età di 77 anni.
Il 26 febbraio 1992 venne ufficialmente riabilitato dal tribunale distrettuale di Ivano-Frankivs'k per il secondo periodo di detenzione.
Il 29 ottobre 2001 la sua salama fu sepolta nella cattedrale greco-cattolica della Resurrezione a Ivano-Frankivs'k..

## Beatificazione
Venne beatificato il 27 giugno 2001 durante una cerimonia tenutasi all'ippodromo di Leopoli e presieduta da papa Giovanni Paolo II.
Il suo elogio si legge nel Martirologio romano al 2 dicembre.

## Genealogia episcopale e successione apostolica
La genealogia episcopale è:
- Patriarca Geremia II Tranos
- Arcivescovo Michal Rahoza
- Arcivescovo Hipacy Pociej
- Arcivescovo Iosif Rucki
- Arcivescovo Antin Selava
- Arcivescovo Havryil Kolenda
- Arcivescovo Kyprian Žochovs'kyj
- Arcivescovo Lev Zaleski
- Arcivescovo Jurij Vynnyc'kyj
- Arcivescovo Luka Lev Kiszka
- Vescovo György Bizánczy
- Vescovo Inocențiu Micu-Klein, O.S.B.M.
- Vescovo Mihály Emánuel Olsavszky, O.S.B.M.
- Vescovo Vasilije Božičković, O.S.B.M.
- Vescovo Grigore Maior, O.S.B.M.
- Vescovo Ioan Bob
- Vescovo Samuel Vulcan
- Vescovo Ioan Lemeni
- Arcivescovo Spyrydon Lytvynovyč
- Arcivescovo Josyf Sembratowicz
- Cardinale Sylwester Sembratowicz
- Arcivescovo Julian Kuiłovskyi
- Arcivescovo Andrej Szeptycki, O.S.B.M.
- Vescovo Hryhoryj Chomyšyn
- Vescovo Ivan Slezjuk

La successione apostolica è:
- Vescovo Sofron Dmyterko, O.S.B.M. (1968)